# Oswald Adolph Kohut
Oswald Adolph Kohut (* 19. Januar 1901 in Berlin; † 23. Juli 1977 in Langen (Hessen)) war ein deutscher Politiker der FDP.

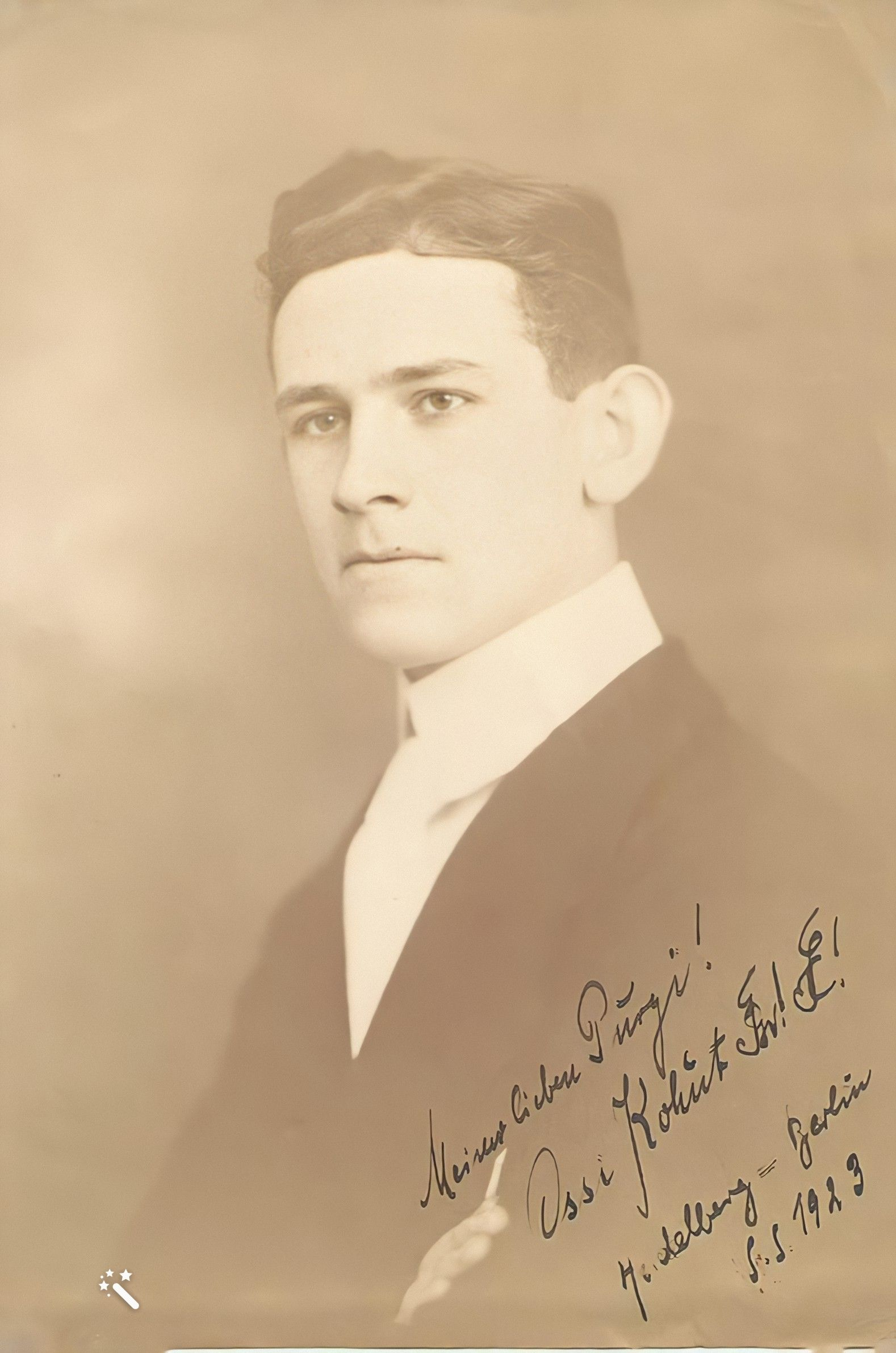
Oswald Adolph Kohut

## Leben und Beruf
Oswald Adolph Kohut war der Sohn des Chefredakteurs und Schriftstellers Oswald Kohut und Gertrud Helene Kohut, geborene Ling. 
Nach dem Abitur studierte Kohut Geschichte, Philosophie und Literatur an der Friedrich-Wilhelms-Universität Berlin sowie in Heidelberg und Gießen. 1930 wurde er zum Doktor der Philosophie promoviert. Zunächst arbeitete er als Journalist im Ullstein-Verlag in Berlin. Das Reichsschriftleitergesetz vom 4. Oktober 1933 bestimmte in § 5, Absatz 3: „Schriftleiter kann nur sein, wer arischer Abstammung ist und nicht mit einer Person von nicht arischer Abstammung verheiratet ist“. Damit erhielt er Berufsverbot. 1935 übernahm er die Weinbrennerei und Likörfabrik „H. A. Wagner“ in Langen bei Frankfurt/Main (später Dr. Kohut AG) und legte 1941 die Destillateurprüfung in Berlin ab.
In den 1950er Jahren wurde Kohut Präsident des Bundesfachverbandes der deutschen Spirituosen-Industrie und Vizepräsident der Arbeitsgemeinschaft der deutschen Spiritusindustrie. Außerdem war er Vorsitzender der Vereinigung hessischer Spirituosen-Hersteller und gehörte dem Gewerbeausschuss bei der Branntweinmonopolverwaltung an. Dazu war er auch Mitglied des Beirats der Industrie- und Handelskammer Offenbach am Main.
Kohuts Urgroßvater war Heinrich Ferdinand Mannstein. Sein Großvater väterlicherseits war Adolph Kohut und seine Großmutter väterlicherseits war Elisabeth Kohut-Mannstein. Zusammen mit seiner Frau Anneliese, geb. Höpffe, hatte er eine Tochter.
Kohut war Alter Herr der Verbindung Alsatia-Thuringia Marburg im Burschenbunds-Convent.

## Partei
Kohut war Mitbegründer der CDU, trat jedoch 1947 der FDP bei, wurde bald stellvertretender Landesvorsitzender und war von 1958 bis 1961 Landesvorsitzender der FDP Hessen. In der Bundesvorstandssitzung am 1. Mai 1952 forderte er die Trennung der FDP von der Württembergischen DVP, weil diese durch die Bildung der Koalition mit der SPD und dem GB/BHE unter Reinhold Maier der Gesamtpartei geschadet habe. Er drohte an, die hessische FDP könnte die Gesamtpartei verlassen, wenn diese an der DVP festhalte. Schließlich einigte sich der Bundesvorstand auf eine Missbilligung der baden-württembergischen Koalition, ohne jedoch Konsequenzen zu ziehen. Kohut gehörte von 1952 bis 1962 dem FDP-Bundesvorstand an.
Seit 1956 war Kohut auch stellvertretender Bundesvorsitzender der Liberalen. Dieses Amt legte er nach der Sitzung des FDP-Bundeshauptausschusses vom 21. Oktober 1961, auf der mit 60 zu 37 Stimmen die Bildung einer Regierungskoalition mit den Unionsparteien unter Konrad Adenauer beschlossen worden war, nieder. Er protestierte damit gegen den Bruch des Wahlkampfversprechens, nach dem die FDP zwar mit CDU und CSU weiterregieren, aber auf einem neuen Kanzler bestehen wollte.
Neben seiner Tätigkeit in der FDP gehörte Kohut auch dem Beirat der Humanistischen Union an.

## Kommunalpolitik
1946 bis 1951 war Kohut Stadtverordneter in Langen. Daneben war er Kreistagsabgeordneter im Landkreis Offenbach und führte dort die FDP-Fraktion.

## Abgeordneter
Von 1954 bis 1957 war Kohut Landtagsabgeordneter in Hessen, seit 1955 als Vorsitzender der FDP-Fraktion. Dem Deutschen Bundestag gehörte er von 1957 bis 1965 an. Im Juni 1965 stimmte er im Bundestag gegen die Notstandsgesetze. 1959 war er Mitglied der 3. und 1964 der 4. Bundesversammlung.

## Werke
- Zeitungen und Zeitschriften als Handelsgut. Eine Studie über die vertriebstechnische Seite des Pressewesens und ihre gesamtwirtschaftliche. Gießen 1930 (Gießen, Phil. Diss. vom 18. August 1930).
  - Zeitungen und Zeitschriften als Handelsgut. Waldheim-Eberle, Wien 1930.
- Aus der Geschichte der Kolonie Grunewald. In: Jahrbuch für brandenburgische Landesgeschichte, 8 (1957), S. 70–77.
- Keine Wiedervereinigung durch Abwarten. In: Blätter für deutsche und internationale Politik 9 (1964), S. 447–457. ISSN 0006-4416 Digitalisat.
- Deutsche Frage und europäische Sicherheit. In: Blätter für deutsche und internationale Politik 10 (1965), S. 995–1002.
- Neue Wege der Deutschland-Politik. In: Blätter für deutsche und internationale Politik 11 (1966), S. 105–108.